# Jose Maria Sison
Jose Maria Canlas Sison (Cabugao, 8 de febrer de 1939 - Utrecht, 16 de desembre de 2022), també conegut amb el seu sobrenom de Joma, va ser un escriptor i activista filipí que va fundar el Partit Comunista de les Filipines i va afegir elements del maoisme a la seva filosofia, que seria coneguda com a «democràcia nacional». Va aplicar la teoria del marxisme-leninisme-maoisme a la història i les circumstàncies contemporànies de les Filipines.
Des de l'agost de 2002, va ser classificat com a «terrorista» pels Estats Units d'Amèrica (EUA). El Tribunal de Justícia de la Unió Europea va decidir el 2009 retirar-lo de la llista de terroristes i va revocar la decisió dels governs membres de congelar els seus béns. Sison va viure als Països Baixos com a sol·licitant d'asil i refugiat polític d'ençà el 1988.
El Partit Comunista de les Filipines, juntament amb el Nou Exèrcit del Poble i el Pambansang Demokratikong Hanay ng Pilipinas són considerats organitzacions terroristes pel Consell Antiterrorista de les Filipines.

## Biografia
Sison va néixer el 8 de febrer de 1939 a Cabugao, a la província d'Ilocos Sud, en el si d'una família terratinent amb ascendència hispano-mexicana-malaia i de Fujian. El seu besavi, Don Leandro Serrano va ser el major terratinent del nord de Luzón a finals del segle xix. El seu avi Don Gorgonio Soller Sison va ser l'últim gobernadorcillo de Cabugao sota el domini colonial espanyol, el president municipal sota el govern revolucionari filipí i el primer alcalde sota el domini colonial estatunidenc. El seu besoncle Don Marcelino Crisólogo va ser el primer governador d'Ilocos Sud. El seu oncle Teófilo Sison va ser un governador de Pangasinan i el primer secretari de Defensa del govern de la Commonwealth. Va ser condemnat el 1946 per haver col·laborat amb les forces d'ocupació japoneses però va ser amnistiat el 1947.
Sison es va graduar a la Universitat de les Filipines el 1959 en Literatura Anglesa i després va estudiar malai a Indonèsia abans de tornar a les Filipines i esdevenir professor universitari de Literatura i Ciències Polítiques. Es va unir al Partido Komunista ng Pilipinas el 1962 i es va convertir en membre del seu comitè executiu l'any següent. El 1964, va cofundar el Kabataang Makabayan (Joventut Patriòtica), amb Nilo Tayag. Aquesta organització va organitzar el jovent contra la Guerra del Vietnam, la dictadura de Ferdinand Marcos, l'imperialisme, el capitalisme buròcrata i el feudalisme. L'organització també va liderar l'estudi del maoisme com a part de «la lluita».
El 26 de desembre de 1968, va formar i va dirigir el Comitè Central del Partit Comunista de les Filipines (PKP), una organització fundada a partir del pensament de Mao Zedong, fruit de la seva experiència com a líder juvenil i activista de la reforma laboral i agrària. Aquest fet es va conèixer com el Primer Gran Moviment de Rectificació on Sison i altres joves radicals van criticar la direcció del partit fins aleshores pels seus errors i fracassos des de 1942 i la seva inclinació vers el Partit Comunista de la Unió Soviètica. El PKP restablert va definir la seva línia política general com una revolució en dues etapes que comprèn primer la democràcia nacional i després la revolució socialista. Durant aquest període, Sison va rebre el nom de guerra d'«Amado Guerrero» sota el qual va publicar el llibre-manifest Societat i revolució filipina.
Després d'això, el Partido Komunista ng Pilipinas-1930 va intentar marginar Sison. Tanmateix, el 1969, el PKP va organitzar el Nou Exèrcit Popular (NPA), el front guerriller del partit que cobria sectors substancials de 75 de les 81 províncies filipines. L'NPA pretenia fer una guerra revolucionària camperola-obrera contra terratinents i empreses estrangeres operant en les comunitats rurals i a les muntanyes com a estratègia de protecció.
Sison va ser detingut el novembre de 1977 a La Unión durant la presidència de Ferdinand Marcos i va estar empresonat durant gairebé 9 anys, la majoria dels quals els va passar en règim d'aïllament. Sison va escriure de manera prolífica mentre estava a la presó, incloent els seus Principis bàsics del marxisme-leninisme: un manual, que la seva companya Julie de Lima va treure clandestinament de la presó el 1982. Sison va ser alliberat el 5 de març de 1986 pel govern de Corazón Aquino pel bé de la «reconciliació nacional» i pel seu paper d'oposició a la dictadura de Ferdinand Marcos. L'alliberament de Sison va ser contestat amb vehemència pel poder militar i, en conseqüència, es va embarcar en una gira internacional com a conferenciant. Mentre visitava els Països Baixos el setembre de 1988, se'l va informar que li havien revocat el passaport filipí i que s'havien presentat càrrecs contra ell en virtut de la Llei anti-subversió de les Filipines.

## Detenció del 2007
Les autoritats neerlandeses van detenir Jose Maria Sison a Utrecht el 28 d'agost de 2007. Sison va ser arrestat per la seva suposada implicació dels Països Baixos estant en tres assassinats que van tenir lloc a les Filipines: l'assassinat de Romulo Kintanar el 2003 i els assassinats d'Arturo Tabara i Stephen Ong el 2006. Uns centenar d'activistes d'esquerres van convocar una manifestació per l'alliberament de Sison, marxant cap a l'ambaixada neerlandesa a Manila el 30 d'agost de 2007. La policia va reprimir la manifestació.
Tot i que no estava previst celebrar cap judici a les Filipines ja que no hi havia cap sol·licitud d'extradició, el seu advocat, Victor Koppe, va afirmar que Sison es declarava innocent i podria rebre la pena màxima de cadena perpètua en cas de ser jutjat.
L'1 de setembre de 2007, el president del Pambansang Demokratikong Hanay ng Pilipinas, Luis Jalandoni, va confirmar que el govern neerlandès estava «maltractant» Sison mantenint-lo en règim aïllament sense accés als mitjans de comunicació i negant-li el dret a rebre medicaments a la seva cel·la. El lloc on es va detenir Sison va ser el mateix on va estar detingut Slobodan Milošević, acusat de crims de guerra i corrupció. Mentrestant, van tenir lloc protestes a Indonèsia, Hong Kong, Austràlia, EUA i Canadà. El KCP temia que Sison fos transferit «extrajudicialment» als EUA i ser confinat a la Base Naval de la Badia de Guantánamo o en alguna instal·lació militar secreta. L'exfiscal general dels Estats Units i advocat de drets humans, Ramsey Clark, va sol·licitar l'alliberament de Sison i va oferir col·laboració unint-se al seu equip de defensa legal.
El Comitè DEFEND va declarar que el govern neerlandès havia torturat Sison a la presó de Scheveningen, utilitzada pels nazis durant la Segona Guerra Mundial per a torturar els combatents de la resistència antifeixista. La seva companya, Julie De Lima, no el va poder veure per a donar-li medicaments ni roba d'abric fins al 30 d'agost de 2007. Mentrestant, l'advocat de Sison, Romeo Capulong, va qüestionar la jurisdicció del govern holandès sobre la qüestió al·legant que el Tribunal Suprem de les Filipines ja havia desestimat el cas el 2 de juliol. Luis Jalandoni va acusar el govern del primer ministre Jan Peter Balkenende de ser «un cavall de batalla» de la presidenta filipina Gloria Macapagal-Arroyo i del govern dels EUA.
El 12 de setembre de 2007, les advocades Edre Olalia i Rachel Pastores van declarar que apel·larien la decisió recentment promulgada pel tribunal neerlandès que ampliava la detenció de Sison durant 90 dies. Finalment, el tribunal no va allargar la detenció i el va deixar en llibertat el 13 de setembre de 2007, després d'haver estat aïllat durant 17 dies. El tribunal va dictaminar que no hi havia proves suficients per detenir-lo pels càrrecs d'assassinat.
El 28 de setembre de 2007, l'ambaixador neerlandès a les Filipines, Robert Brinks, va anunciar que 3 funcionaris judicials holandesos i l'advocat de la fiscalia Wim De Bruin visitarien les Filipines «a finals d'aquest any» per a revisar les proves contra Jose Maria Sison. L'endemà, el polític hongkonguès Leung Kwok Hung va prometre donar suport a Sison a l'assemblea de la Unió Interparlamentària a Ginebra.
El 3 d'octubre de 2007, el tribunal neerlandès va desestimar el recurs de la fiscalia contra l'alliberament de Sison, confirmant la seva llibertat mentre la policia continuava investigant: «l'expedient de l'acusació no té prou pistes concretes sobre que Sison pugui estar directament relacionat amb els assassinats per a processar-lo com a autor». El 2010, la fiscalia neerlandesa va donar per acabada la investigació sobre Sison i va retirar els càrrecs penals contra ell.
El 16 de desembre, el Partit Comunista de les Filipines, a través del periòdic Ang Bayan, va anunciar la mort de Sison després d'haver estat ingressat en un hospital d'Utrecht durant dues setmanes.